# Simvo
Il monte Simvo o Simou (6.812 m) è una delle montagne più alte dello stato indiano del Sikkim nella catena dell'Himalaya.
Il monte Simvo (anche Simvu o Simou) è un'altura glaciale con più cime. La vetta principale, alta 6.812 metri, si trova 9,5 km a est-sudest del Kangchenjunga, alto 8.000 metri e il monte Siniolchu.  Il passo montano Zemu Gap, alto 5.861 m, separa il Simvo dalla cresta orientale del massiccio del Kangchenjunga. A circa un chilometro dalla cima principale si erge la vetta occidentale, quasi altrettanto alta (6.811 m) e la cima orientale (6.671 m). Poco meno di tre chilometri a nord si trovano le due vette sussidiarie Simvo Nord (6.587 m) e Simvo Nord-Est (6.540 m).
Sul versante nord-occidentale del Simvo, il ghiacciaio Zemu superiore scorre in direzione nord-est. A est si trova il ghiacciaio Umaram e oltre questo si erge il Siniolchu, alto 6.888 m. Il ghiacciaio Simvo meridionale si estende lungo il fianco meridionale del Simvo. Altre vette del massiccio sono Jupono (5.650 metri), Tenchenkhang (6.010 metri), Pandim (6.691 metri), Kabru Forked (6.100 metri), Kabru Dome (6.600 metri), Kabru S (7.318 metri), Koktang (6.147 metri), Kabru N (7.353 metri), Rathong (6.679 metri), Talung (7.349 m) e Kanchenjunga (8.586 metri).

## Prime arrampicate
La prima esplorazione del massiccio del Kangchenjunga fu dovuta allo scozzese Alexander Mitchell Kellas noto per i suoi studi di fisiologia dell’alta quota e per aver salito alcune vette dell’Himalaya in uno “stile leggero” accompagnato soltanto da pochi portatori locali.  Nel 1907 esplorò i versanti est e nord del massiccio del Kangchenjunga raggiungendo il Zemu Gap da nord, il Simvo Saddle, il Nepal Gap, il Langpo, il ghiacciaio Kangchenjunga ed effettuò tre tentativi falliti di salita del Simvo. Nel 1911, Kellas compì alcune prime ascensioni nel Sikkim fra cui quelle del Pauhunri e del Chomiomo, nel 1912 salì il Kandchenjau e nel 1920 effettuò l’ascensione del Narsing.
Il monte Simvo, la vetta nord, fu scalata per la prima volta soltanto nel 1936 dalla spedizione tedesca nel Sikkim in Himalaya guidata da Paul Bauer che effettuò la prima scalata non solo del monte Simon (Simvu) 6.545 m, ma anche del Siniolchu 6.897 m, con gli alpinisti Adolf Göttner, Karl Wien e Günther Hepp.
Nell'autunno del 1937, l'ufficiale britannico John Hunt, il cui nome è indissolubilmente legato alla prima tentata ascensione dell’Everest, la moglie Joy e Conrad Reginald Cooke arrivarono ai piedi del Kanchenjunga, nel bacino glaciale Zemu, con portatori d’alta quota di comprovata esperienza che avevano partecipato a diverse spedizioni agli ottomila dell’Himalaya: Pasang Kikuli, Dawa Thondup, Pasang Dawa Lama, Ang Kitar, Rinzing e Hawang Sherpa. Gli alpinisti salirono il Sugarload, il Keiberg e la prima della tre cime del Nepal Peak, inoltre raggiunsero il Nepal Gap, lo Zemu Gap e la Simvo Saddle.